# Ярославна-ТМЗ
«Ярославна-ТМЗ» — женский волейбольный клуб из города Тутаева Ярославской области, выступающий в Зоне Европы Высшей лиги «Б» Чемпионата России по волейболу среди женщин. Лучшим достижением является 4-е место в Высшей лиге «А» в 2002 году. Домашние матчи проводит в спортивном зале филиала РГАТА. Форма красно-голубая. Спонсоры: Тутаевский моторный завод, Администрация городского поселения Тутаев, Департамент физкультуры и спорта Администрации Ярославской области.

## История
Женская волейбольная команда города Тутаева начала выступления в Чемпионате России в сезоне 1995/1996 во второй лиге под названием «ТМЗ» (команда Тутаевского моторного завода). С сезона 1998/1999 называется «Ярославна-ТМЗ».
Результаты выступлений в Чемпионатах России:
Высшая лига «Б»
- 2015 - 1 место
- 2014 - 3 место
- 2013 - 4 место
- 2012 — 14-е место
- 2011 — 6-е место в зоне
- 2010 — 4-е место в зоне
- 2009 — 5-е место в зоне
- 2008 — 5-е место в зоне
- 2007 — 4-е место в зоне
- 2006 — 11-е место в зоне

Высшая лига «А» (до сезона 2001/2002 Высшая лига)
- 2005 — 12-е место в зоне ▼
- 2004 — 5-е место в зоне
- 2003 — 6-е место
- 2002 — 4-е место
- 2001 — 4-е место в зоне
- 2000 — 6-е место в зоне
- 1999 — 9-е место в зоне

Первая лига
- 1998 — 2-е место в зоне ▲
- 1997 — 7-е место

Вторая лига
- 1996 — 2-е место ▲